# Larisa (regional enhed)
Larisa (græsk: Περιφερειακή ενότητα Λάρισας) er en regional enhed i Grækenland. Den er en del af periferien Thessalien. Dens hovedstad er byen Larisa. Samlet indbyggertal 284.325 (2011).

## Geografi
Larisa er den næststørste regionale enhed i Grækenland, kun overgået af Aetolia-Acarnania. Den dækker omkring en tredjedel af Thessalien, og grænser op til de regionale enheder Kozani mod nordvest, Pieria mod nordøst, Det Ægæiske Hav mod øst, Magnesia mod sydøst, Phthiotis mod syd, Karditsa mod sydvest og Trikala mod vest.
Grækenlands højeste bjerg, Olympen (2.917 moh.) er beliggende i den nordøstlige del af området. Bjerget Ossa ligger mod øst, ved den Ægæiske kyst. Den nederste strækning af floden Pineios løber gennem Tempedalen, mellem Olympus og Ossa.
Den nordlige del er dækket af skove, men det meste af den regionale enhed har frugtbar jord på den Thessaliske slette.

### Klima
Larisa har hovedsageligt middelhavsklima med varme somre og milde vintre. Vinteren er hårdere i bjergområderne, især den nordlige del og Olympen. Larissa er ofte det varmeste område i Grækenland om sommeren og det koldeste om vinteren. Den højeste temperatur, der nogensinde er registreret, var 45,4 °C (2000) og den koldeste var -21,6 °C (1968). Byen oplever meget ofte temperaturer over 40 °C.

## Administration
Den regionale enhed Larisa er opdelt i 7 kommuner. Disse er (numre svarer til kortet i infoboksen):
- Agia (2)
- Elassona (3)
- Farsalos (7)
- Kileler (4)
- Larisa ( Larisa, 1)
- Tempi (5)
- Tyrnavos (6)

### Præfektur
Larissa blev skabt som præfektur (græsk: Νομός Λάρισας) i 1882. Som en del af Kallikratis regeringsreform i 2011 blev den regionale enhed Larisa oprettet ud af det tidligere præfektur Larisa. Præfekturet havde samme udstrækning som den nuværende regionale enhed. Samtidig blev kommunerne omorganiseret, ifølge nedenstående tabel.
| Ny kommune        | Gamle kommuner | Sæde       |
| ----------------- | -------------- | ---------- |
| Agia              | Agia           | Agia       |
| Agia              | Evrymenes      | Agia       |
| Agia              | Lakereia       | Agia       |
| Agia              | Melivoia       | Agia       |
| Elassona          | Elassona       | Elassona   |
| Elassona          | Antichasia     | Elassona   |
| Elassona          | Verdikoussa    | Elassona   |
| Elassona          | Karya          | Elassona   |
| Elassona          | Livadi         | Elassona   |
| Elassona          | Olympos        | Elassona   |
| Elassona          | Potamia        | Elassona   |
| Elassona          | Sarantaporo    | Elassona   |
| Elassona          | Tsaritsani     | Elassona   |
| Farsala           | Farsala        | Farsalos   |
| Farsala           | Enippeas       | Farsalos   |
| Farsala           | Narthaki       | Farsalos   |
| Farsala           | Polydamantas   | Farsalos   |
| Kileler           | Kileler        | Nikaia     |
| Kileler           | Armenio        | Nikaia     |
| Kileler           | Krannonas      | Nikaia     |
| Kileler           | Nikaia         | Nikaia     |
| Kileler           | Platykampos    | Nikaia     |
| Larissa (Larisa ) | Larissa        | Larissa    |
| Larissa (Larisa ) | Giannouli      | Larissa    |
| Larissa (Larisa ) | Koilada        | Larissa    |
| Tempi             | Makrychori     | Makrychori |
| Tempi             | Ampelakia      | Makrychori |
| Tempi             | Gonnoi         | Makrychori |
| Tempi             | Kato Olympos   | Makrychori |
| Tempi             | Nessonas       | Makrychori |
| Tyrnavos          | Tyrnavos       | Tyrnavos   |
| Tyrnavos          | Ampelonas      | Tyrnavos   |

## Historie
Larisaområdet var hjemsted for Pelasgerne, indtil de smeltede sammen i den bredere græske kultur . Området blev invaderet og blev regeret af Kongeriget Makedonien et par århundreder senere, og blev erobret af den romerske republik efter den tredje makedonske krig. Den romerske kejserperiode blev efterfulgt af byzantinsk styre, som igen blev efterfulgt af det osmanniske rige. Dele af Thessalien gjorde oprør under den græske uafhængighedskrig, men Thessalien forblev under osmannisk tyrkisk styre. Det blev tildelt Grækenland i Berlin-kongressen i 1878 og blev endelig indlemmet i det hellenske kongerige i 1881, omend dele af det moderne Larissa-præfektur, herunder Tyrnavos, Elassona og Sarantaporo, forblev osmanniske. Under den græsk-tyrkiske krig i 1897 blev området med succes invaderet af osmannerne, men til sidst indrømmede Grækenland kun mindre territoriale tab. De nordlige dele af præfekturet, Tempe-dalen og Olympusbjerget, blev taget af Grækenland under den første Balkankrig i 1912-1913.
Økonomien steg efter annekteringen i 1881 og senere for de nordlige egne efter 1913. Efter den græsk-tyrkiske krig i Lilleasien 1920-1922 blev flygtninge flyttet til præfekturet. Flere landsbyer blev skabt til dem på tværs af præfekturet. Under Anden Verdenskrig var området en hjemsted for omfattende partisanaktivitet. Besættelsen og den efterfølgende græske borgerkrig ødelagde dog det meste af den lokale infrastruktur. Fra 1950'erne blev vejnettet udvidet betydeligt: Den græske hovedvej1 blev åbnet i 1957 og udvidet i 1960'erne til Tempe-dalen. I 1984 åbnede universitetet i Thessalien.

## Økonomi
Hovedvægten i økonomien har siden 1970'erne været baseret på fremstillingsvirksomheder, kommunikation og tjenester. Virksomheder med tilknytning til landbrug kommer som nummer to.

### Landbrug
Den Thessaliske slette er berømt for sine afgrøder, herunder frugt (vandmeloner), grøntsager (tomater, kartofler, agurker, løg osv.), bomuld, mejeriprodukter, kvæg og andre afgrøder.